# Deltamys araucaria
Deltamys araucaria es una especie de roedor cricétido del género Deltamys. Habita en bosques húmedos montanos del sur de Brasil.

## Taxonomía
Descripción original
Esta especie fue descrita originalmente en el año 2017 por los zoólogos Fernando Marques Quintela, Fabrício Bertuol, Enrique M. González, Pedro Cordeiro-Estrela, Thales Renato Ochotorena de Freitas y Gislene Lopes Gonçalves, con el mismo nombre científico.
Etimología
Etimológicamente, el término genérico Deltamys significa 'ratón del delta'; es un topónimo que refiere a la región donde fue colectado el ejemplar tipo, el delta del río Paraná. El epíteto específico araucaria refiere al hábitat de este roedor, los bosques de la araucaria brasileña, pino Paraná o pino Brasil (Araucaria angustifolia).
Relaciones filogenéticas
Deltamys araucaria presenta cariotipo 2n = 34; se relaciona filogenéticamente con otra especie de Deltamys (la que para mediados del año 2017 aún no había sido descrita), la que posee cariotipo 2n = 40. Juntas conforman uno de los dos clados del género, el que cuenta con una distribución geográfica limitada a las tierras altas del sureste de Brasil.
El otro clado habita en tierras bajas desde el sur de Brasil y Uruguay hasta el centro-este de la Argentina y está integrado únicamente por Deltamys kempi, una especie de cariotipo 2n = 37-38. Los análisis filogenéticos, basados en la secuencia completa del gen mitocondrial del citocromo b, arrojaron hasta 12 % de divergencia genética entre ambos clados.

## Caracterización
Deltamys araucaria se diferencia morfológicamente de Deltamys kempi por varias características distintivas, entre las que destacan un pelaje de color leonado-acanelado, presencia de protostyle y por exhibir el alvéolo M1 posicionado anteriormente al margen posterior de la placa zigomática.

## Distribución y hábitat
Esta especie de roedor se distribuye en São Francisco de Paula (Planalto Meridional) en el nordeste del estado de Río Grande del Sur, en el sur de Brasil. Habita en bosques montanos del distrito fitogeográfico planaltense —de la provincia fitogeográfica paranaense—, los cuales están dominados por una gigantesca conífera: la araucaria brasileña, pino Paraná o pino Brasil (Araucaria angustifolia).